# Andrei Razumovski
El comte (més tard príncep) Andrei Kiríl·lovitx Razumovski (rus: Андре́й Кири́ллович Разумо́вский (2 de novembre de 1752 - 23 de setembre de 1836) fou un diplomàtic rus que va passar molts anys de la seva vida a Viena. El seu cognom pot aparèixer transliterat de manera diferent segons les fonts: Razumovsky, Rasumofsky i  Rasoumoffsky.

## Biografia
Razumovski era fill de Kiril Razumovski, el darrer hetman de l'Hetmanat cosac i de Iekaterina Razumóvskaia, cosina de la tsarina Elisabet de Rússia. (també era nebot de l'amant de la tsarina, Aleksei Razumovski, anomenat l'«emperador nocturn»). El Palau Anítxkov, a l'Avinguda Nevski, últim dels palaus que va habitar, és un símbol menor a Sant Petersburg.
Va rebre a casa dels pares una excel·lent educació, que continuà a la Universitat d'Estrasburg. Determinat pel seu pare perquè servís a la marina, va servir en vaixells anglesos i va participar en la batalla naval a Quios contra els turcs. El 1777, presumptament a causa d'una aventura amorosa amb Guillemina de Hessen-Darmstadt, la futura esposa del tsar Pau, va ser enviat com a ambaixador al Regne de Nàpols. Posteriorment, fou també ambaixador a Copenhaguen i Estocolm.
De 1792 a 1807, va exercir com a ambaixador a la Cort de Viena, on va jugar un important paper diplomàtic en la divisió de Polònia i en les guerres napoleòniques. Es va establir permanentment a Viena, fou un dels signants del tractat de Paris de 1814 i el delegat rus al Congrés de Viena.

## Mecenes musical
De 1808 a 1816, Rasumovski va establir el primer quartet de cordes professional amb Ignaz Schuppanzigh, Louis Sina, Franz Weiss i Joseph Linke (des de llavors, Schuppanzigh Quartet). Razumovski era un consumat violinista aficionat, i també era conegut com a competent intèrpret de torban. El Kunsthistorisches Museum de Viena posseeix un dels quatre torbans que se sap que van ser possessió seva. La seva posada en marxa de tres quartets de corda de Beethoven el 1806 va ser l'acte que va fer que el seu nom fos familiar. Va demanar a Beethoven que inclogués un tema "rus" a cada quartet: Beethoven inclogué temes ucraïnesos en els dos primers.
El mecenatge de Rasumovski va beneficiar diversos compositors importants, dels quals era amic personal, entre ells Joseph Haydn, Wolfgang Amadeus Mozart i especialment Ludwig van Beethoven. Aquest li va dedicar els anomenats quartets Rasumovski: Opus 59, núm. 1, núm. 2 i núm. 3, així com la Simfonia núm. 5 en do menor opus 67 i la Simfonia num. 6 en fa major opus 68.

## ElPalais Rasumofsky
Razumovski va fer construir, pagant-lo íntegrament de la seva butxaca, un magnífic palau neoclàssic digne del representant d'Alexandre I, al Landstraße, molt a prop de Viena, i el va omplir d'antiguitats i obres d'art modernes. L'arquitecte encarregat de la construcció fou Louis Montoyer. El palau tenia un extens jardí anglès, dissenyat pel jardiner nadiu de Hessen Konrad Rosenthal, que incloïa la zona entre l'actual Rasumofskygasse, Marxergasse, Erdberger Lände, Wassergasse i Geusaugasse.
El 31 de desembre de 1814, l'ala del parc del palau va ser destruïda per un incendi juntament amb els tresors artístics allà emmagatzemats. Aquesta ala va ser restaurada de forma simplificada per l'arquitecte Josef Meisl el Vell. El príncep Razumovski va viure al palau fins a la seva mort el 1836. El 1838, en absència d'altres hereus, la vídua del príncep va vendre el palau amb el parc al príncep Alois II de Liechtenstein per 190.000 florins i una renda vitalícia de 12.000 florins a l'any.
El 1862 el carrer on es troba el palau de Razumovski va ser nomenat Rasumofskygasse.

## Vida privada
En el seu primer matrimoni, Rasumovski es va casar amb Maria Elisabeth von Thun und Hohenstein (una de les "Tres Gràcies" pintada per Füger), cunyada del comte Carl Alois de Lichnowsky. En el seu segon matrimoni (des del 10 de febrer de 1816) es va casar amb la comtessa Konstanze von Thürheim (1785-1867), germana de la comtessa Lulu von Thürheim.

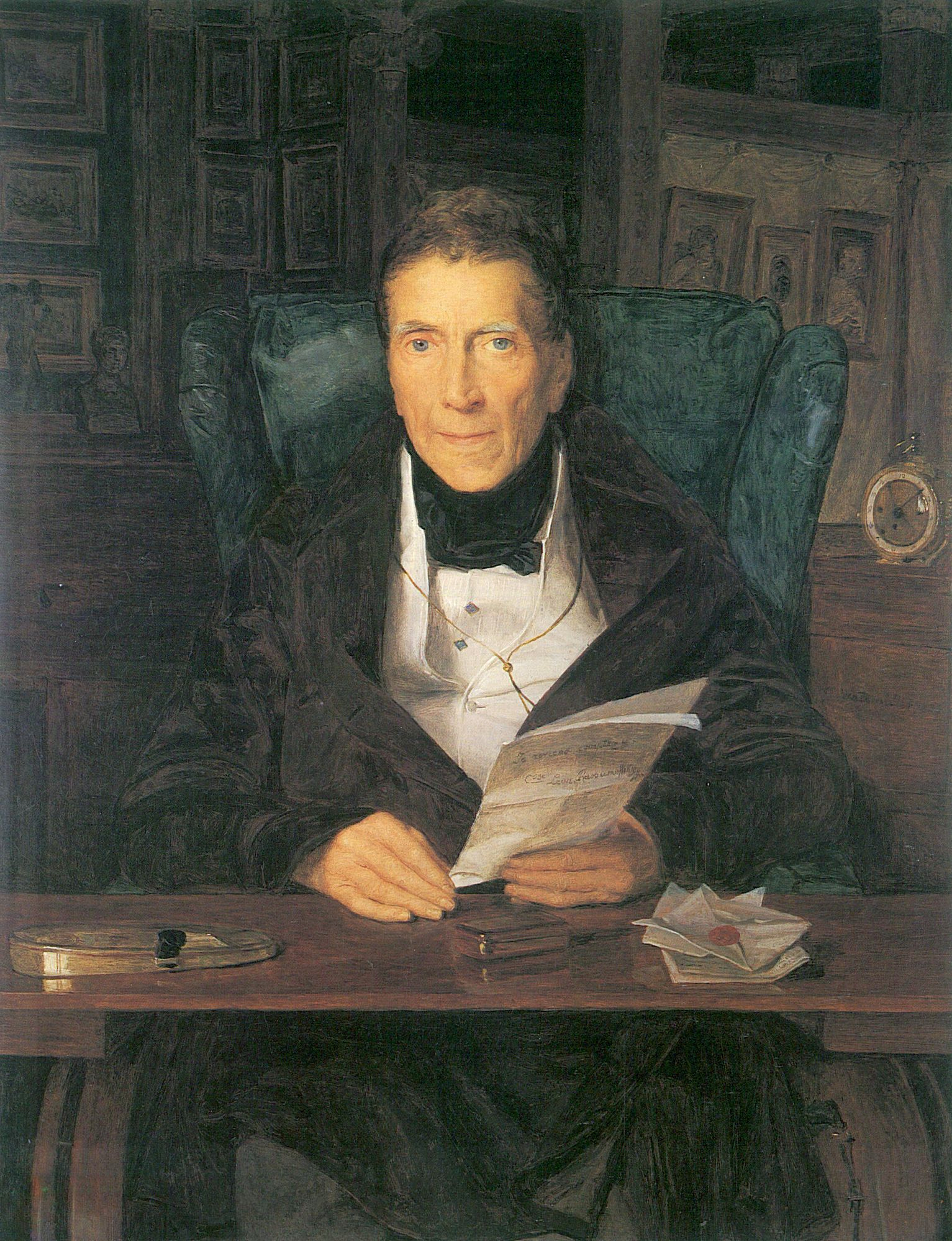
Ferdinand Georg Waldmüller: Retrat de l'ambaixador rus al tribunal de Viena, Príncep Razumovski, 1835, oli sobre fusta, 39 × 31 cm, (Col·lecció privada).